# Klubi Sportiv Besa Kavajë
El Klubi Sportiv Besa Kavajë es un club de fútbol de Albania, de la ciudad de Kavajë en el Distrito de Kavajë. Fue fundado en 1925 y juega en la Kategoria e Parë.

## Historia
Fue fundado en 1925 con el nombre de SK Adriatiku Kavajë. En 1930 el club es renombrado como SK Kavajë, en 1935 como KS Besa Kavajë, en 1950 Puna Kavajë, y en 1958 readopta su actual denominación.
En la temporada 1972-73 participa por primera vez en una competición europea.

## Uniforme
- Uniforme titular: Camiseta negra con horizontal amarilla, pantalón y medias negras.
- Uniforme alternativo: Camiseta amarilla, pantalón negro, medias amarillas.

## Récords
- Mayores victorias: 9-1 vs Flamurtari (1937); 12-0 vs Elbasani (1945); 7-0 vs Shkumbini (17.02.1963); 8-1 vs Poliçani (28.08.1991); 7-1 vs Tirana (1992)
- Peores derrotas: 1-9 vs Skënderbeu (16.04.1933); 0-6 vs Partizani (09.02.1975); 1-7 vs Tirana (12.09.2003)
- Más puntos en una temporada: 56 (2007-08)
- Menos puntos en una temporada: 1 (1948)
- Más empates en una temporada: 14 (1973-74, 1976-77, 1989-90)
- Menos empates en una temporada: 0 (1933)
- Más empates en una temporada: 23 (2003-04)
- Menos empates en una temporada: 3 (1958)
- Mejor diferencia de goles en una temporada: +27 (1937)
- Peor diferencia de goles en una temporada: -43 (2003-04)

## Palmarés

### Torneos nacionales
- Copa de Albania (2): 2006-07, 2009-10
- Supercopa de Albania (1): 2010
- Segunda División de Albania (3): 1932, 1977-78, 1985-86

## Participación en competiciones de la UEFA
| Temporada | Torneo                | Ronda            | Club               | Casa | Visita |
| --------- | --------------------- | ---------------- | ------------------ | ---- | ------ |
| 1972–73   | UEFA Cup Winners' Cup | 1                | Fremad Amager      | 0–0  | 1–1    |
| 1972–73   | UEFA Cup Winners' Cup | 2                | Hibernian          | 1–1  | 1–7    |
| 2007–08   | UEFA Cup              | Clasificatoria 1 | Bežanija           | 0–0  | 2–2    |
| 2007–08   | UEFA Cup              | Clasificatoria 2 | Litex Lovech       | 1–2  | 0–3    |
| 2008–09   | UEFA Intertoto Cup    | 1                | Ethnikos Achna     | 0–0  | 1–1    |
| 2008–09   | UEFA Intertoto Cup    | 2                | Grasshopper Zürich | 0–2  | 1–2    |
| 2010–11   | UEFA Europa League    | 2                | Olympiacos         | 0–5  | 1–6    |